# Iván Schargrodsky
Iván Schargrodsky (Bahía Blanca, 1989) es un periodista argentino de radio y televisión. Es fundador y director del medio de comunicación digital Cenital.
Se formó en la carrera de periodismo en TEA, que luego le otorgó el «Premio Estímulo» en el año 2013. Ha participado en medios nacionales de Argentina, en los programas Economía Política, El Destape, El Diario, y Hagan Algo y en varias conferencias como experto en política económica.
Desde el año 2011 conduce el programa radial El Fin de la Metáfora, el cual se emitió por las radios Nacional Rock, Radio del Plata, Radio 10 y desde marzo de 2023 se emite por Radio con vos.
En 2019 estuvo ternado en los Premios Democracia, otorgados por el Centro Cultural Caras y Caretas, en la categoría Televisión. En el mismo año, TEA otorgó a su compañía Cenital uno de los Premios Estímulo al periodismo joven en el rubro «Medios Autogestionados».
En 2021 asiste al ciclo de entrevistas El Método Rebord, conducido por Tomás Rebord, evento en la que se gana el apodo de "Africano" al contar anecdóticamente que su madre había nacido en Trípoli. Este sería un punto de partida para la relación profesional entre ambos; Schargrodsky desde entonces fue participante destacado en múltiples producciones audiovisuales del histriónico comediante y conductor, transformándose en una figura muy querida por los llamados hagoveros, tal como se autodenominan los miembros de la comunidad de seguidores de Rebord. 

## Premios y reconocimientos
Schargrodsky ha recibido los siguientes reconocimientos:
- 2019: Premio Martín Fierro de Radio al mejor analista político/económico.[10]
- 2017: Reconocimiento otorgado por parte del Honorable Concejo Deliberante del Partido de General Pueyrredón «en razón de su actividad, logros y promisorio futuro en el periodismo nacional».[11]
- 2013: Premio estímulo por parte de TEA.[12]
- 2019: Nominación a los Premios Democracia del Centro Cultural Caras y Caretas, en la categoría Televisión.